# MIRACLE (BoAのアルバム)
『MIRACLE』（ミラクル）は、韓国出身の女性歌手BoAの、韓国版アルバム2.5集として発表されたスペシャルアルバム。

## 概要
日本でヒットした「Every Heart -ミンナノキモチ-」、「気持ちはつたわる」、「LISTEN TO MY HEART」、「VALENTI」、「奇蹟」などのシングル曲と、そのカップリング、および日本における1stアルバム『LISTEN TO MY HEART』収録曲から選び、ほとんどをBoA本人の手によって朝鮮語版にリメイクしたセルフカバーアルバムであり、韓国版の2.5集として発表された。
「NOTHING'S GONNA CHANGE」ではBoAが作詞とプロデュースに初挑戦し、ますます多彩な一面を見せている。
また、1集『ID; Peace B』・2集『No.1』と同様、PCで視聴されることを想定しており、写真集や朝鮮語版「VALENTI」のPVを閲覧できるように製作されている。
日本における発表曲の朝鮮語版ベストアルバム的な内容であるが、同じ曲でも日本版とは若干イメージが異なり、「FEELINGS DEEP INSIDE - 마음은 전해진다（マウムン チョネジンダ）」や「VALENTI」のバックボーカルなどが若干日本版と異なる。

## 収録曲
1. 기적 - DESTINY（奇蹟）
作詞：BoA, 原作詞：渡辺なつみ、作曲：森元康介、編曲：松原憲
原曲は日本における8thシングル「奇蹟」
2. EVERY HEART（Every Heart -ミンナノキモチ-）
作詞：シン・ジウォン、原作詞：渡辺なつみ、作曲：BOUNCEBACK, 編曲：h-wonder
3. VALENTI
作詞：BoA, 原作詞：康珍化、作編曲：原一博
4. FEELINGS DEEP INSIDE - 마음은 전해진다 （気持ちはつたわる）
作詞：BoA, 原作詞：康珍化、作曲：森元康介、編曲：AKIRA
5. SHARE YOUR HEART - (WITH ME)
作詞：チョ・ユンギョン、原作詞：海老根祐子、作曲：村松哲也
6. HAPPINESS
作詞: BoA, 原作詞：渡辺なつみ、作曲：深見真帆
7. SNOW WHITE
作詞: BoA, 原作詞：三原真紀、作曲：川本盛文
原曲は日本における4thシングル「LISTEN TO MY HEART」のカップリング
8. NOBODY BUT YOU
作詞: BoA, 原作詞：渡辺なつみ、作曲：森元康介
9. NEXT STEP
作詞：チョ・ユンギョン、原作詞：海老根祐子、作曲：原田憲
原曲は日本における3rdシングル「気持ちはつたわる」のカップリング
10. NOTHING'S GONNA CHANGE
作詞・原作詞・作曲：BoA
11. LISTEN TO MY HEART （BONUS TRACK）
作詞：チョ・ユンギョン、原作詞：渡辺なつみ、作編曲：原一博
「No.1」の初回版に収録されていたバージョンのものが収録されている。

Bonus Data
- 「VALENTI」 Music Video
- Photo Gallery
- 未公開動画